# Кубура
Кубура је врста ватреног оружја, тешки пиштољ са механизмом паљења на кремен масивног рукохвата; пуни се фишеком и испаљује једном из руке. Први пут се на Балкану помиње 1476. као оружје које се користило за одбрану од Турака, али пре XVIII века није било у широј употреби. Тада Османлије почињу са већим увозом пиштоља и делова пиштоља из Италије и из средње Европе. Домаће радионице дорађују оружје украшавајући га по укусу и захтевима локалног становништва. Становништво Балкана називало је те тешке пиштоље, с масивним рукохватима – кубурама или малим пушкама. Било је и других назива, али су они били увек женског рода. Кубуре су се носиле заденуте у широки појас - силав, појединачно или у пару. Код јахања одлагане су у футроле од круте коже - кубурлуке - пребачене преко седла.

## Дефиниција
У Српском рјечнику из 1818, Вук Караџић дефинише реч кубуре (у множини) као торбице на седлу у којима се пиштољи носе на коњу. У Српском рјечнику из 1852, под појмом кубура стоји:  У Црној Гори и онуда по околини кубуре се зову пиштољи који имају округле јабуке (а не шиљате као што су у Арнаутскијех пиштоља); у Србији су ове прве пиштоље звали Призренски пиштољи а ове друге Арнаутски. И осим јабука ови се пиштољи разликују и по табанима: у Призренскијех пиштоља табани су Њемачки (на којима су лукови и зубови изнутра), а у Арнаутскијех су табани Арнаутски или Турски (у којијех су лукови и зубови споља).

## Називи по пореклу
Пиштољи су били израђивани у градовима Јужне Србије, Косова и Метохије, Босне и Херцеговине и Бока которске. Називе су добијали према градовима или земљама, с познатом квалитетном производњом оружја, као што су Венеција или Бреша, а да нису имали никакве везе са стварним пореклом пиштоља. Тиме се сугерирао висок квалитет производа, слично као што је за добре сабље било уобичајено да се каже “сабља димискија” иако најчешће није била из Дамаска, а временом је то постао epitheton ornans. Временом су „бренд” стекле и неке кубуре рађене у градовима Балкана као „пећанка“, „фочанка“ и „скадарка“.

## Називи према начину израде
Према начину израде и богатству украшавања у народу су кубуре добијале називе "леденица" (окована у сребро), „златка" (окована позлаћеним сребром), „мерђанкиња" (украшена коралима) и „шиља" (шиљато завршеног рукохвата). Блистави спољашњи изглед „леденице“ је сврстава у најелегантније примерке пиштоља уопште, што је постигнуто облагањем свих дрвених делова сребром, као и брижљивим украшавањем, нарочито ливењем и искуцавањем.

## Описи кубура
Неколико описа кубура из збирке историјских предмета Народног музеја у Крагујевцу указују на начин израде појединих типова:

### Пећанка, венедикТоме Вучиће Перишића
Кубура је из XIX века из Пећи и западних земаља; дужине: 56 cm; ширина код механизма за опаљење: 6,5 cm; калибар: 16 mm.
Дршка кубуре је заобљена, опкована месингом и тауширана биљним орнаментима. Механизам за опаљење је обложен и украшен месингом. Ороз и заштитник ороза су од месинга и са доње стране су украшени биљним орнаментима. Са леве стране ороза, налази се аплицирана месингана плочица, украшена представама човека и животиње. Дрвени део кубуре је изрезбарен биљним орнаментима. На доњем делу, испод цеви, налазе се два месингана украса. Цев је украшена биљним орнаментима. На месту спајања цеви и дршке, на горњем делу, налазе се три црте (јединице). Кубура се завршава дршком, на чијем врху је јабучица.
 

### Данцикиња, пећанка
Кубура је из XIX века, највероватније западног порекла, иако подсећа на пећанку, данцикињу или цалину; дужина: 55 cm; цев: 35 cm; ширина механизма за опаљење: 6,5 cm; калибар: 18 mm. Има заобљену дршку, обложена је месингом и украшена биљним орнаментима. Ороз и заштитник ороза су од месинга. Дрвени део кубуре, као и горњи део цеви изрезбарени су биљним орнаментима. Са леве стране, изнад ороза, налази се аплицирана месингана плочица, изгравирана биљним орнаментима. Са леве стране цеви, изнад ороза, налази се монограм. На горњем делу цеви, на средини, су утиснута слова „N.S.“ и слово „F“. Са десне стране, испод механизма за опаљење, угравирани су знаци „I. I.I. I.“. Са доње стране цеви налазе се две месингане плоче.

### Леденица, шиља Томе Вучиће Перишића
Кубура је из XIX века, из радионице у Рисну (Бока которска); дужина: 52 cm; ширина механизма за опаљење: 6 cm; калибар: 20 mm. Сва је опкована месингом и изрезбарена биљним орнаментима. Дршка кубуре је танка, а врх се завршава у облику шиљка, који је опкован месингом. Горњи део дршке украшен је са десет малих корала и девет белих металних украса. Са десне стране је механизам за опаљење и барутна комора. Ороз је заштићен месинганим, орнаментисаним штитником. Доњи део цеви, од дршке до врха, обложен је месингом са два месингана прстена. Испод цеви је арбија (шипка) за набијање пуњења цеви.XIX век,

## Друга значења
Кубура 1. мала пушка (пиштољ); 2. кожна торба, причвршћена уз седло, у којој се држи мала пушка; 3. узан ходник; 4. камена или дрвена хумка, у облику коцке, на гробовима великана; фиг. невоља, недаћа, беда, јадно стање.

## Употреба у Србији
У Србији, кубуре кремењаче још су биле у употреби током Тимочке буне (1883). Ово старо оружје још увек је коришћено у то време, како од стране устаника, тако и од стране среских и окружних пандура, упоредо са модернијим (и скупљим) пиштољима каписларима и револверима. Пиштољ кремењаш у то време (крајем 1883) вредео је у просеку 4 динара, у поређењу са пиштољима каписларима, који су вредели 8-24 динара, док су револвери, зависно од типа, вредели 27-72 динара. Поређења ради, ухрањена свиња вредела је у то време 24 динара, док је учитељска месечна плата износила 108 динара.